# 訃報 2014年1月
訃報 2014年1月（ふほう 2014ねん1がつ）では、2014年1月に物故した、又は物故が報じられた人物についてまとめる。

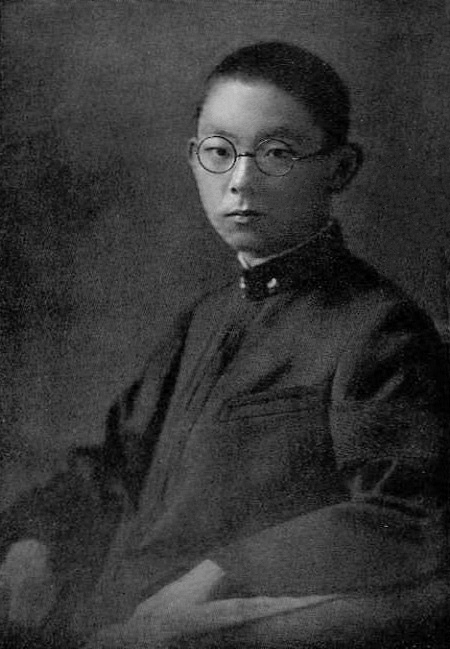
東伏見慈洽／1月1日没

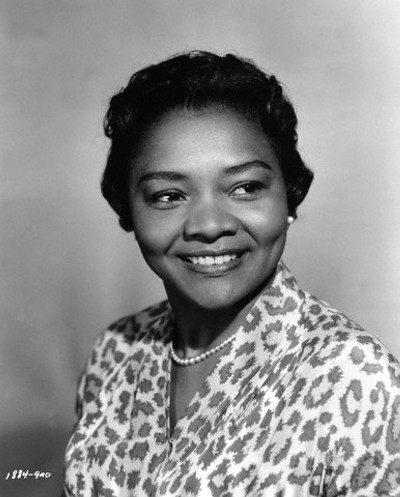
ファニタ・ムーア／1月1日没

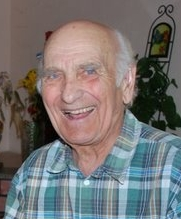
ハーラル・ヌーギセクス／1月2日没

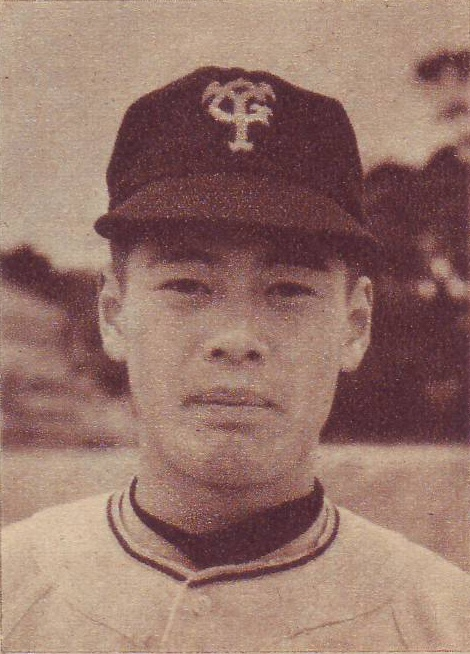
井上安雄／1月2日没

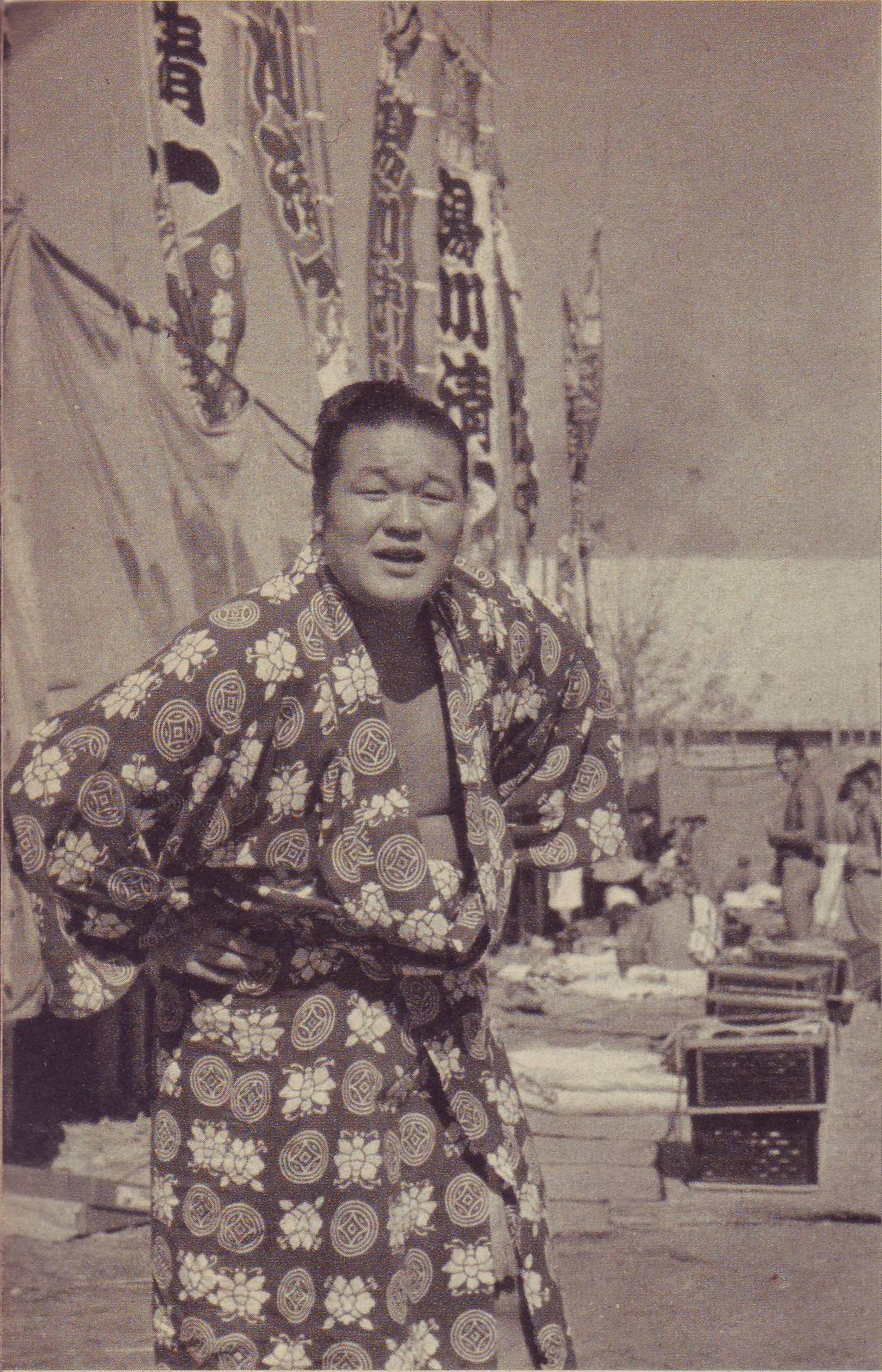
追風山裕邦／1月2日没

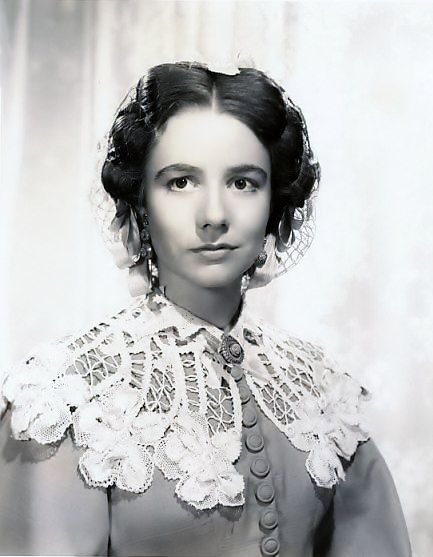
アリシア・レット／1月3日没

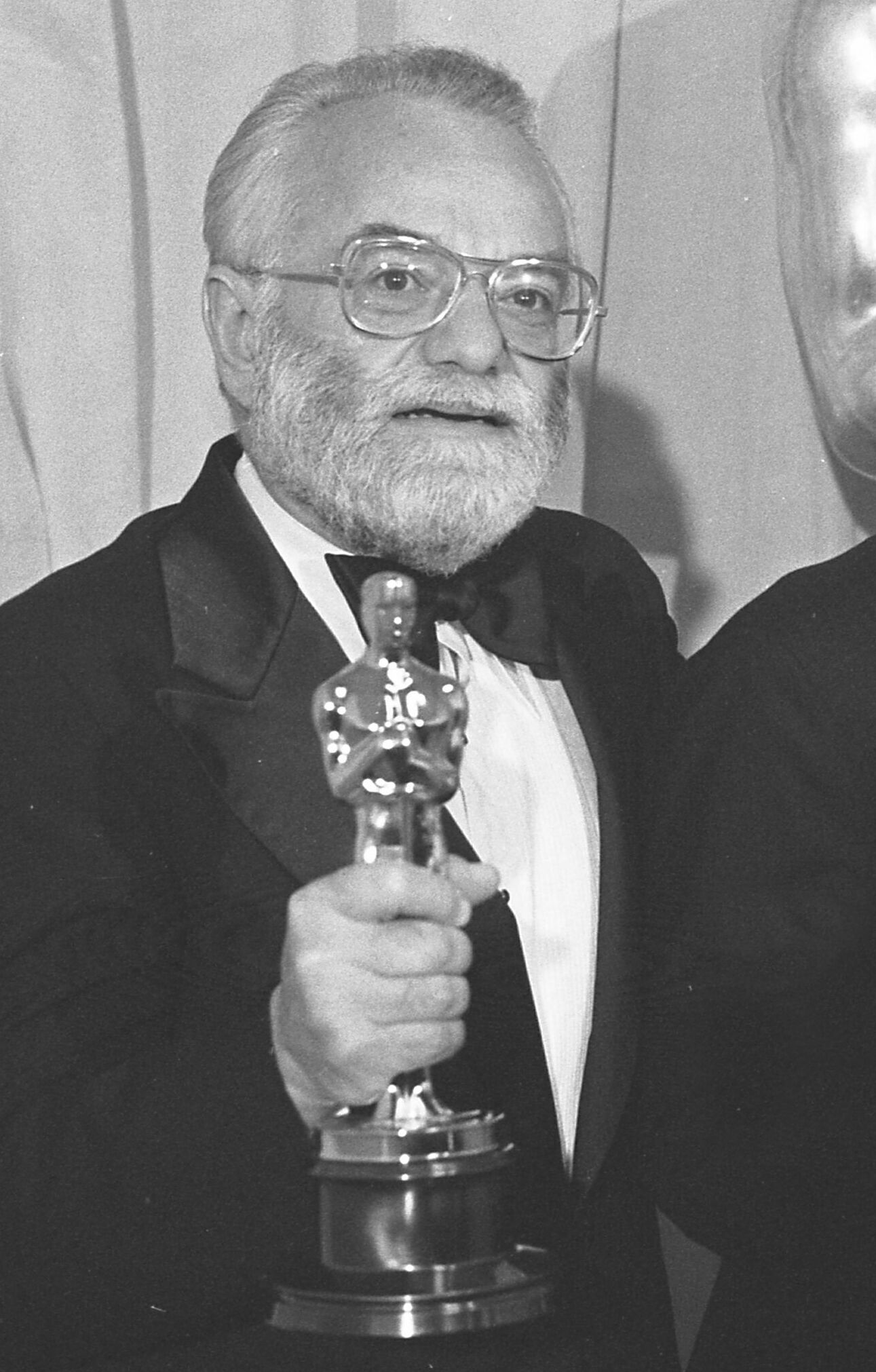
ソウル・ゼインツ／1月3日没

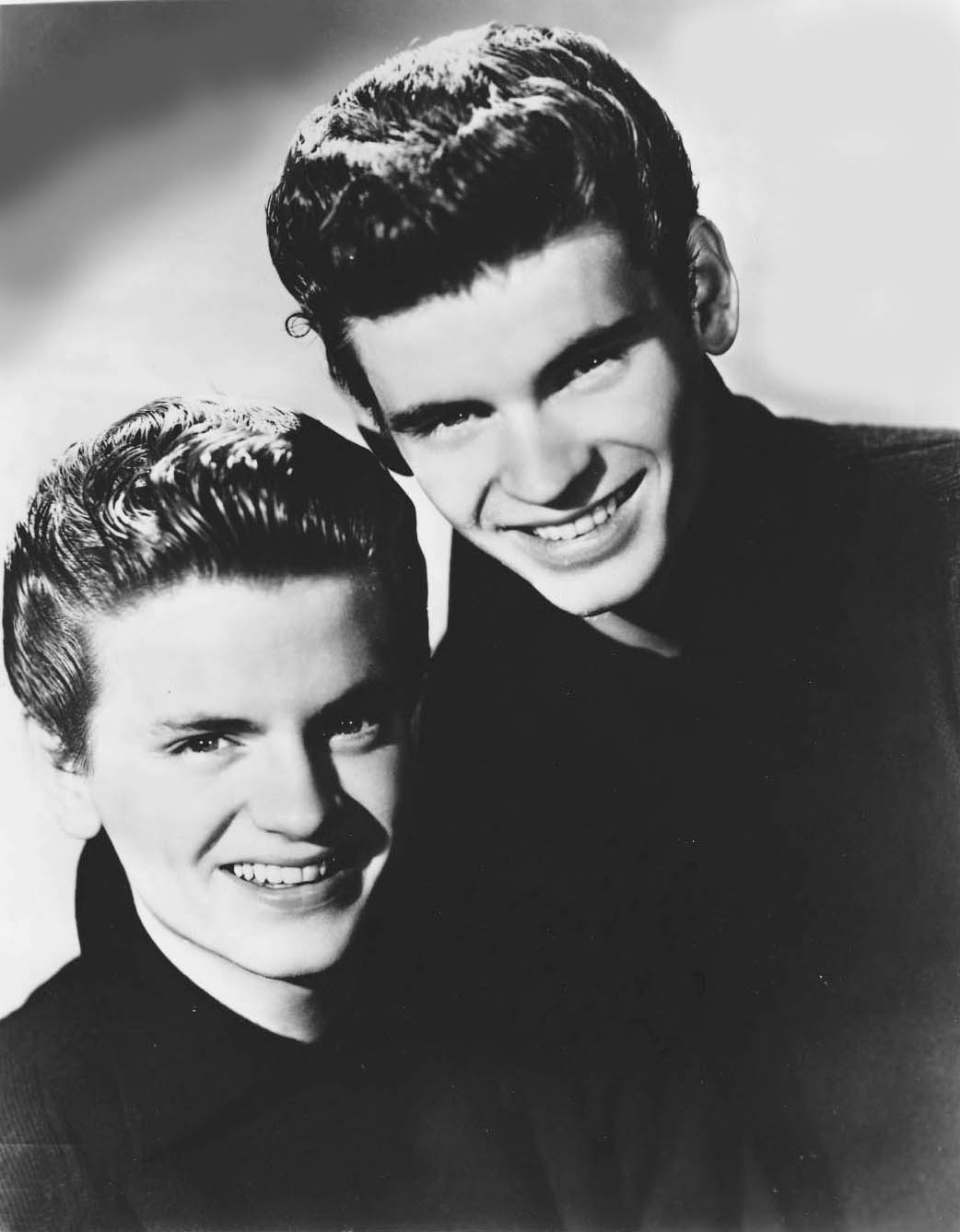
フィリップ・エヴァリー（左）／1月3日没

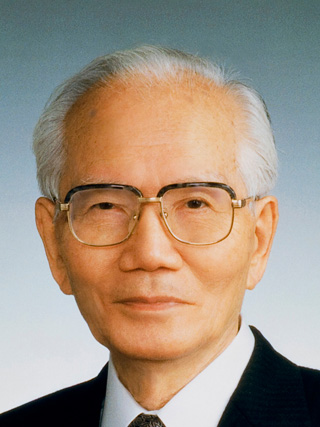
石川滋／1月4日没

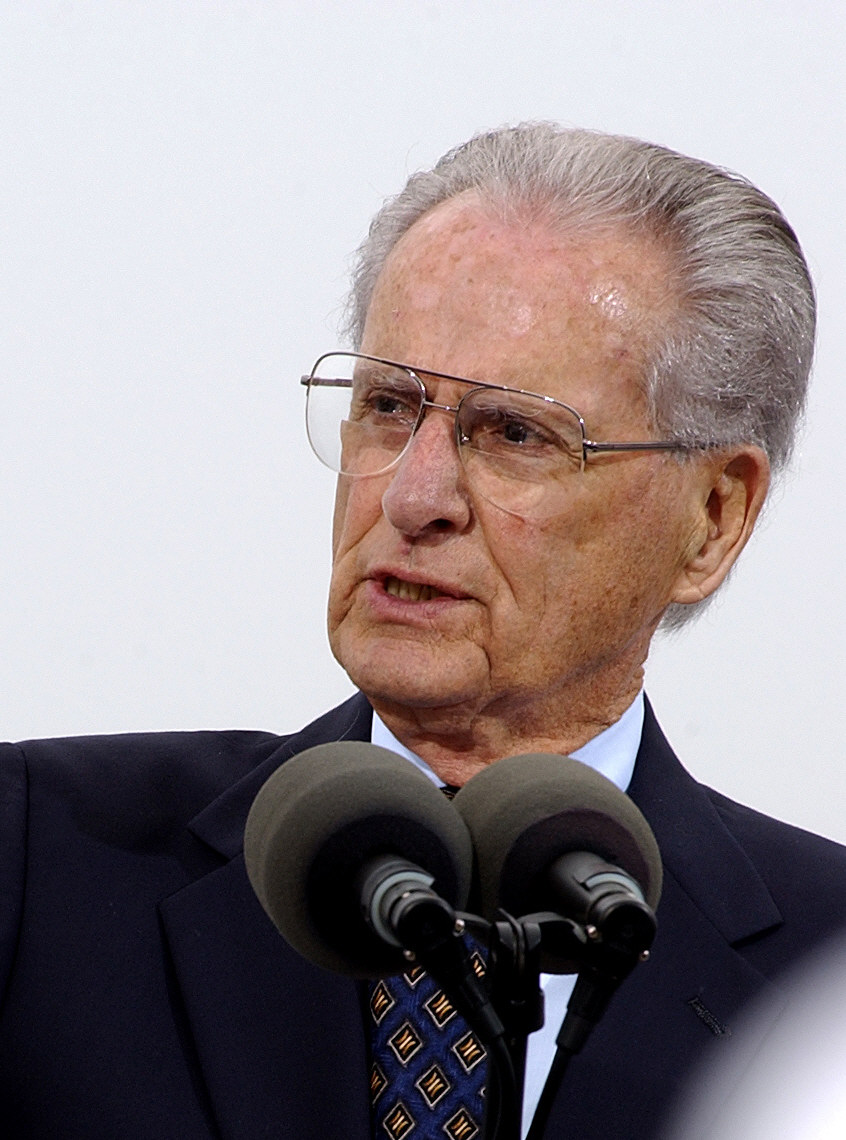
ジェリー・コールマン／1月5日没

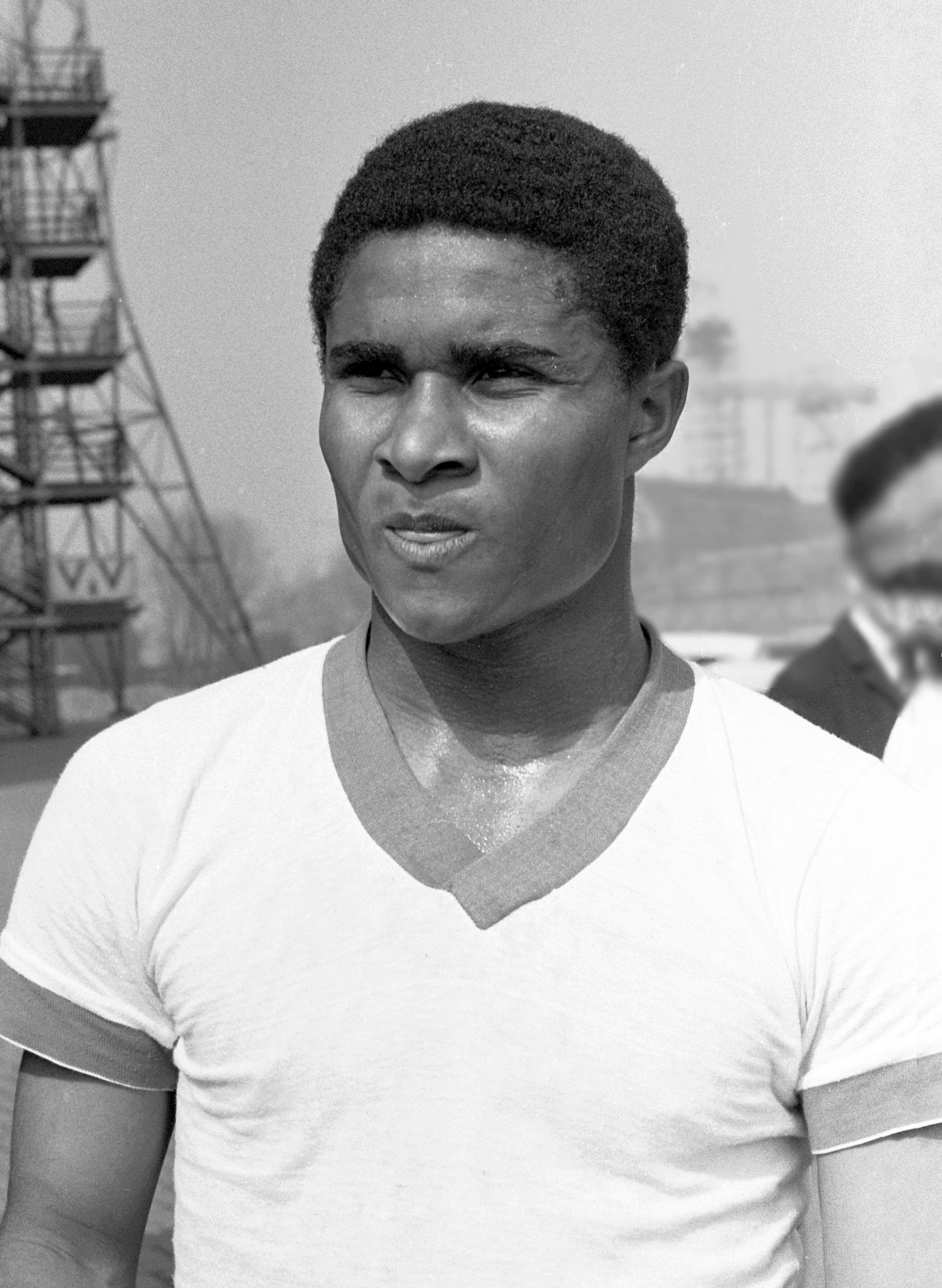
エウゼビオ／1月5日没

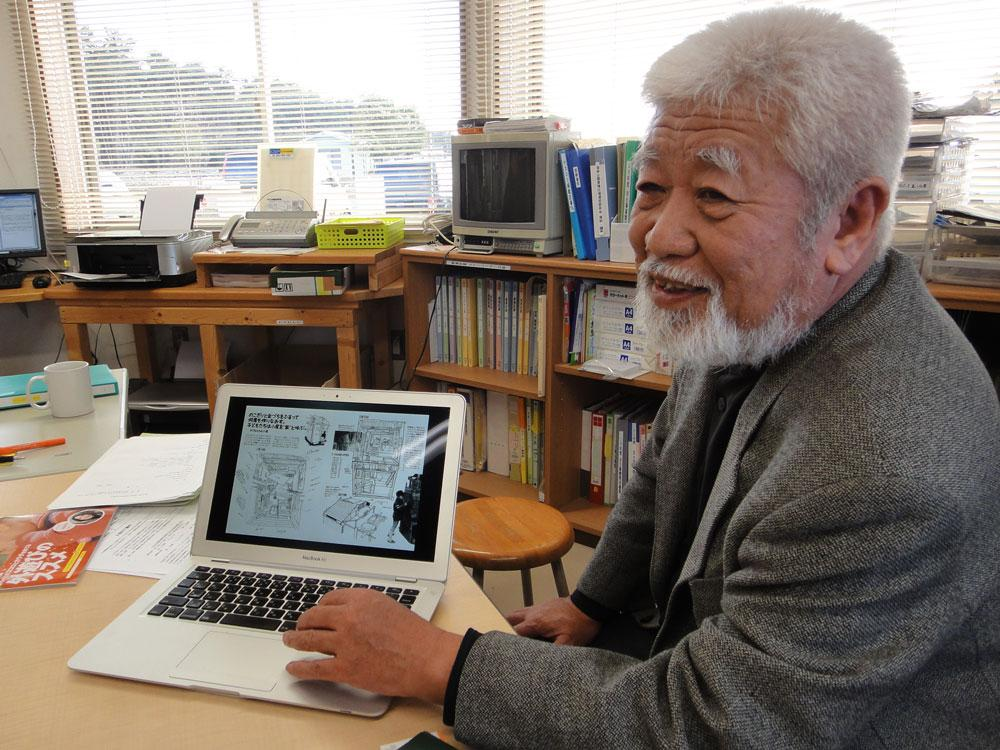
大村虔一／1月6日没

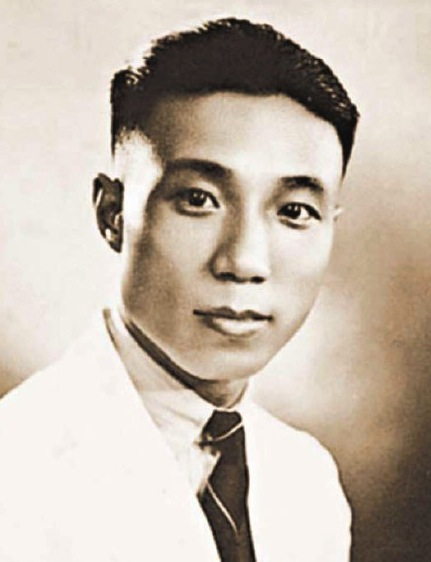
邵逸夫／1月7日没

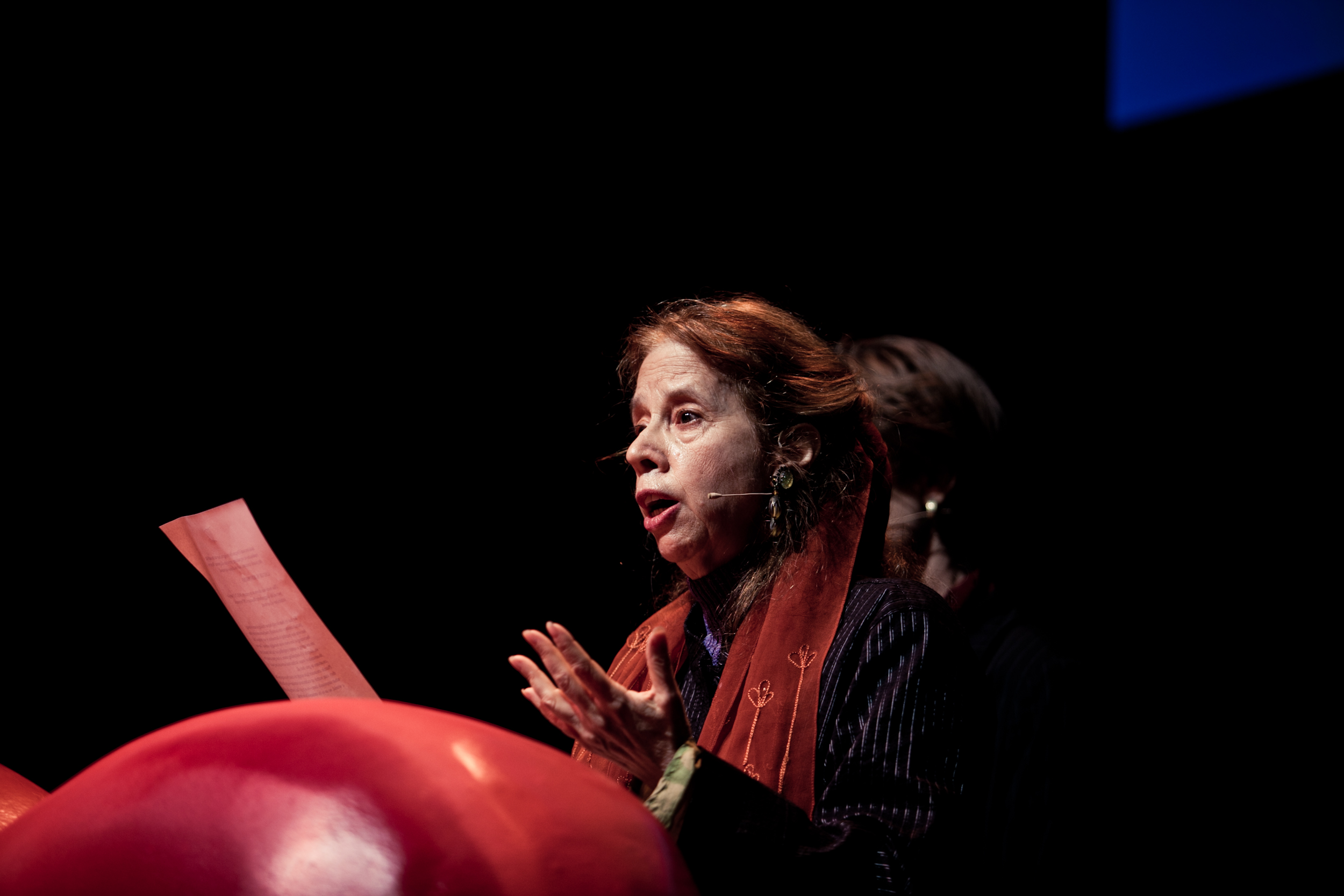
マドリン・ギンズ／1月8日没

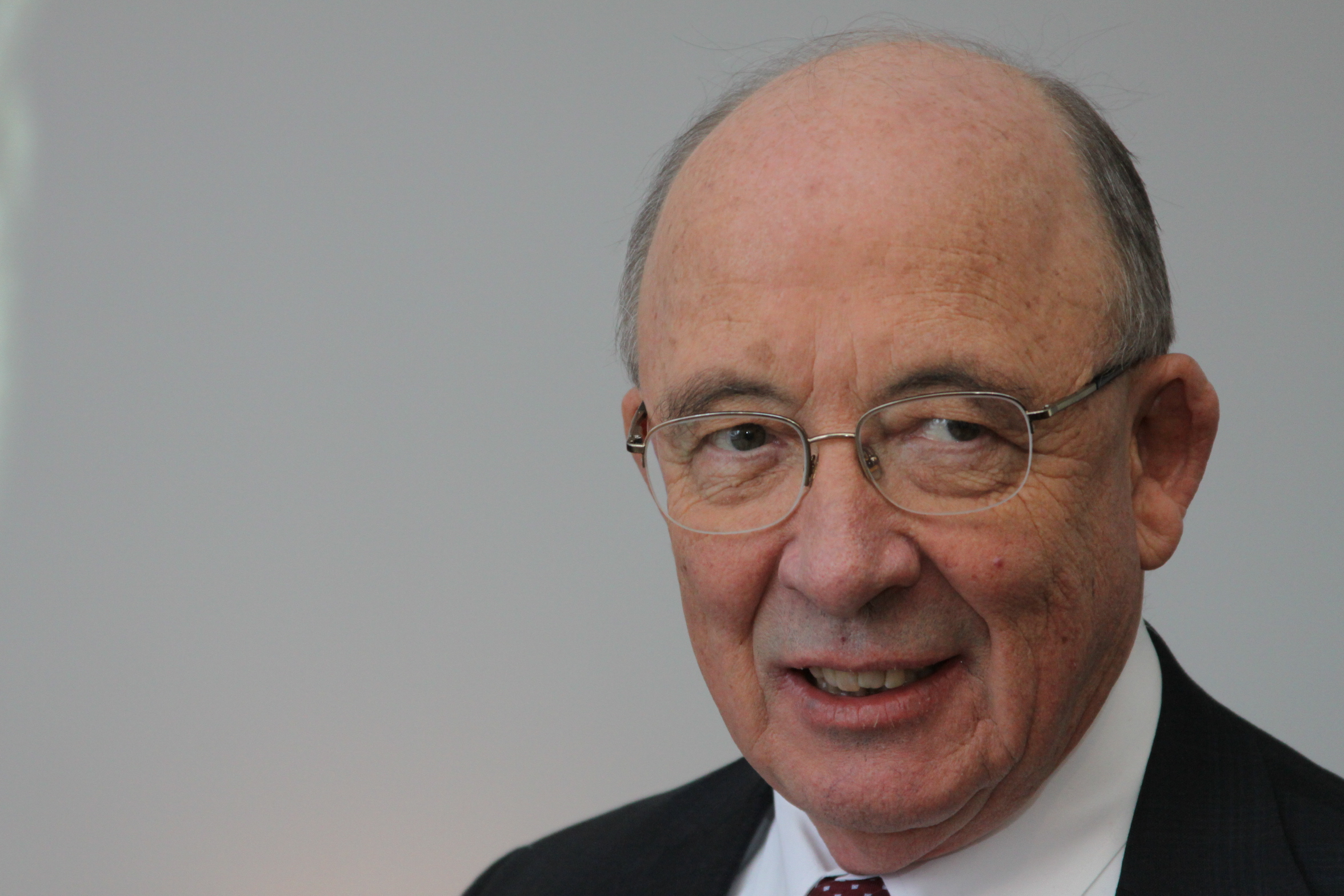
デール・モーテンセン／1月9日没

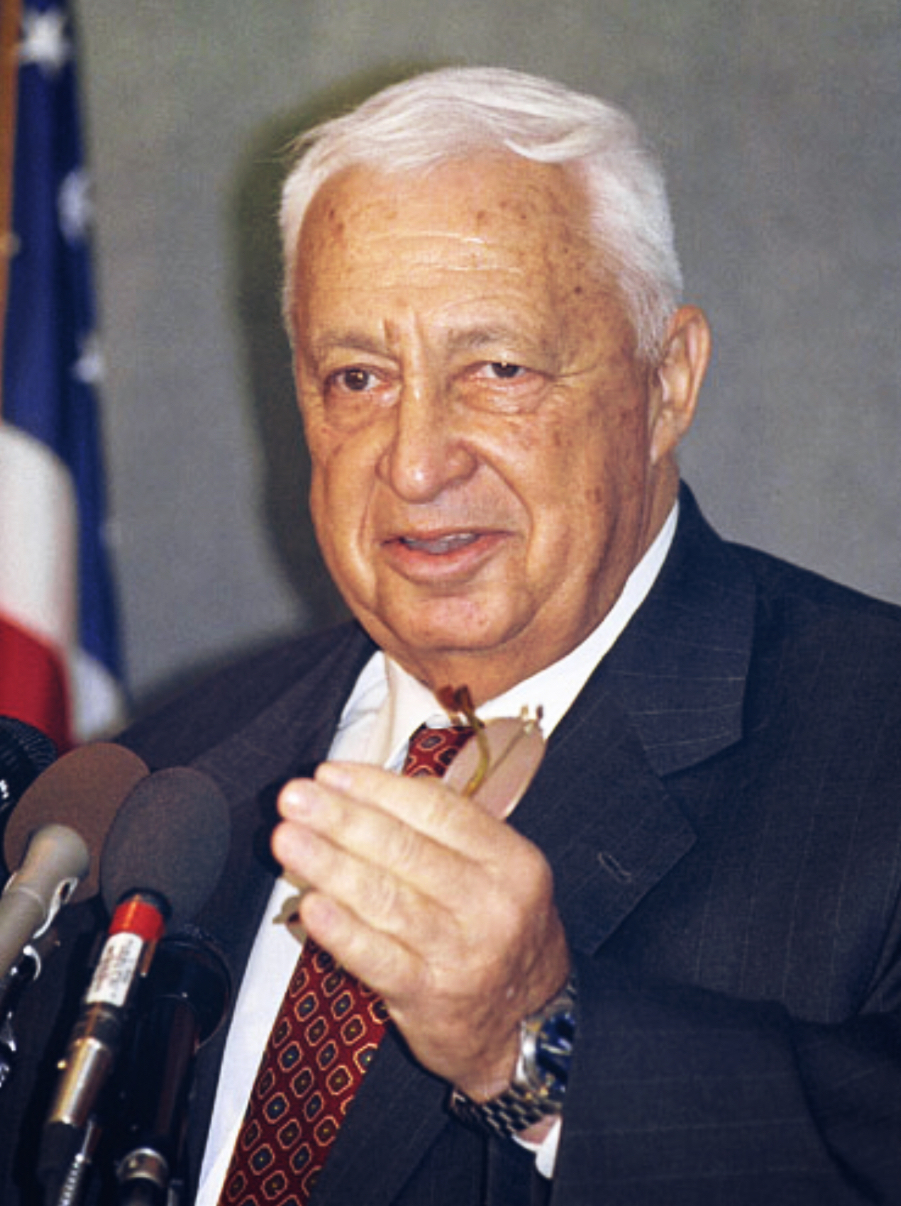
アリエル・シャロン／1月11日没

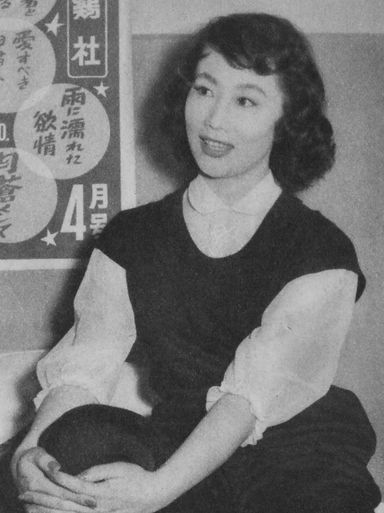
淡路恵子／1月11日没

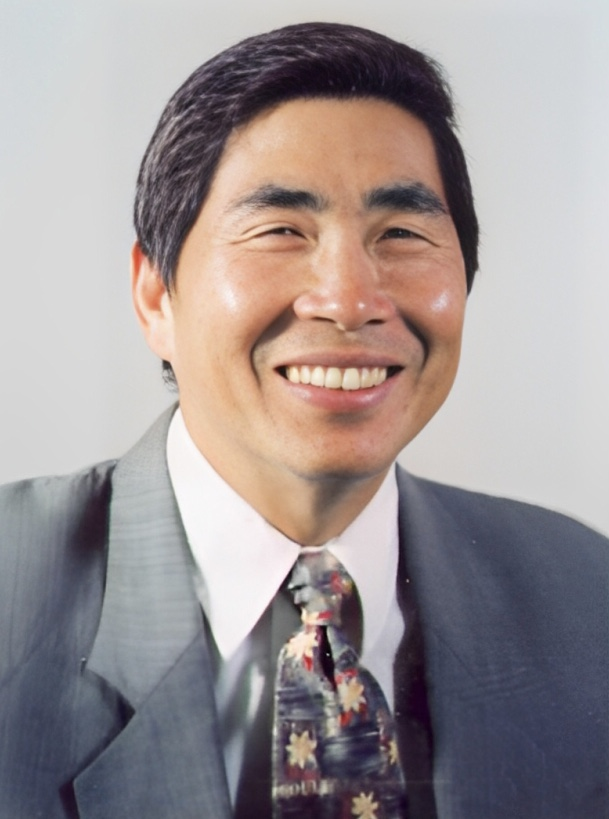
蔡同栄／1月11日没

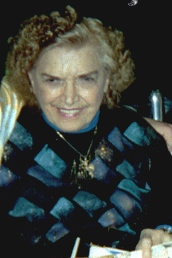
メイ・ヤング／1月14日没

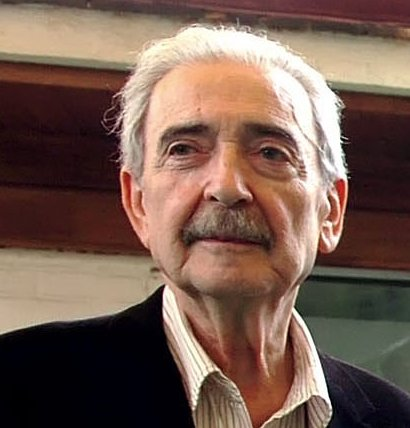
フアン・ヘルマン／1月14日没

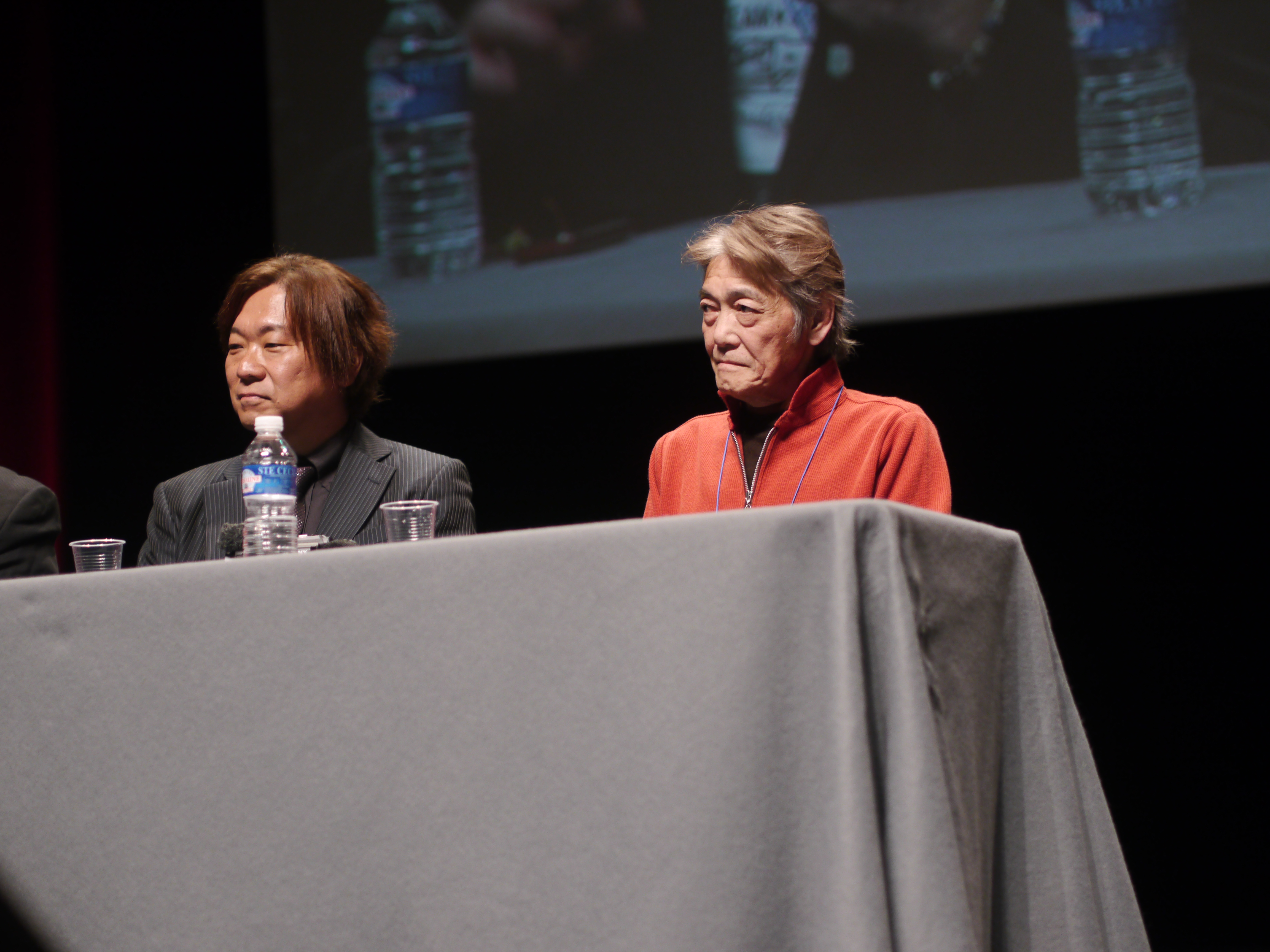
角田紘一（右）／1月14日没

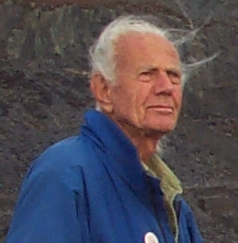
ジョン・ロウリー・ドブソン／1月15日没

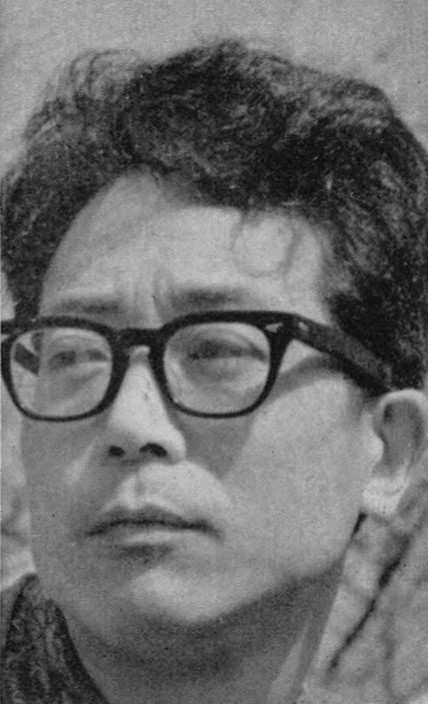
吉野弘／1月15日没

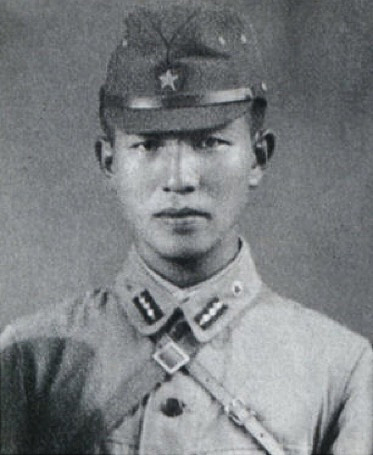
小野田寛郎／1月16日没

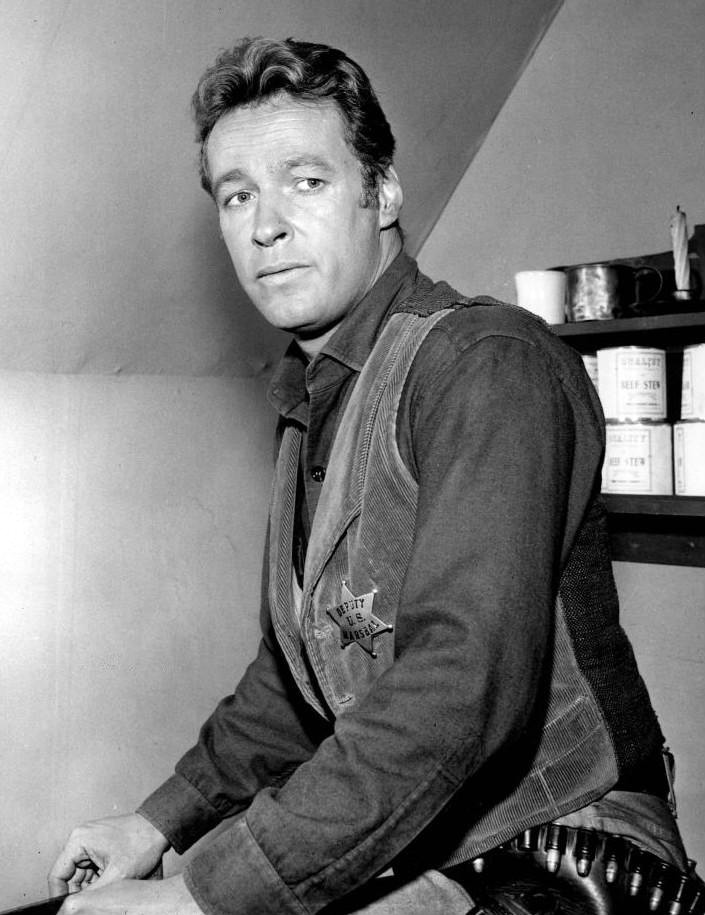
ラッセル・ジョンソン／1月16日没

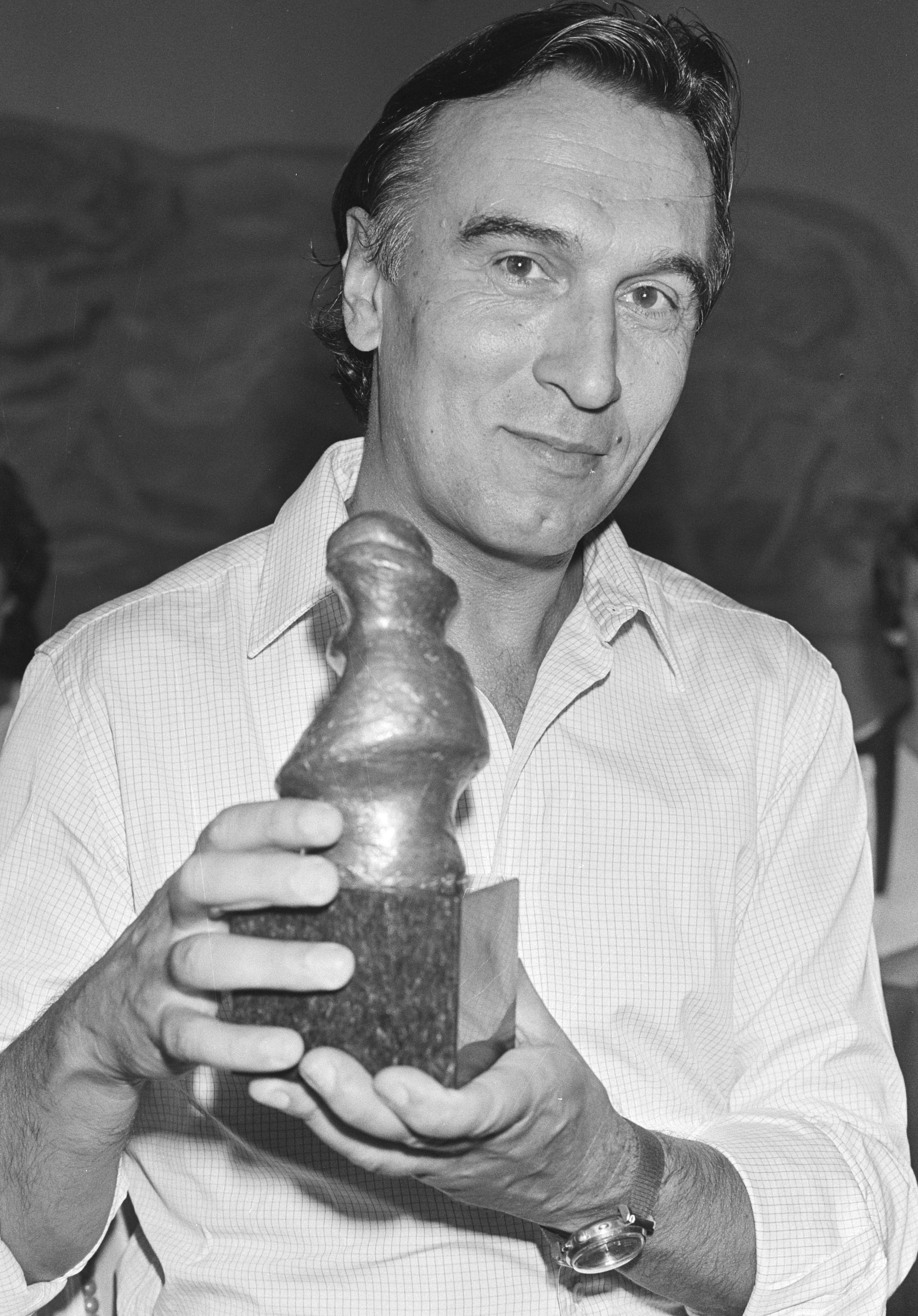
クラウディオ・アバド／1月20日没

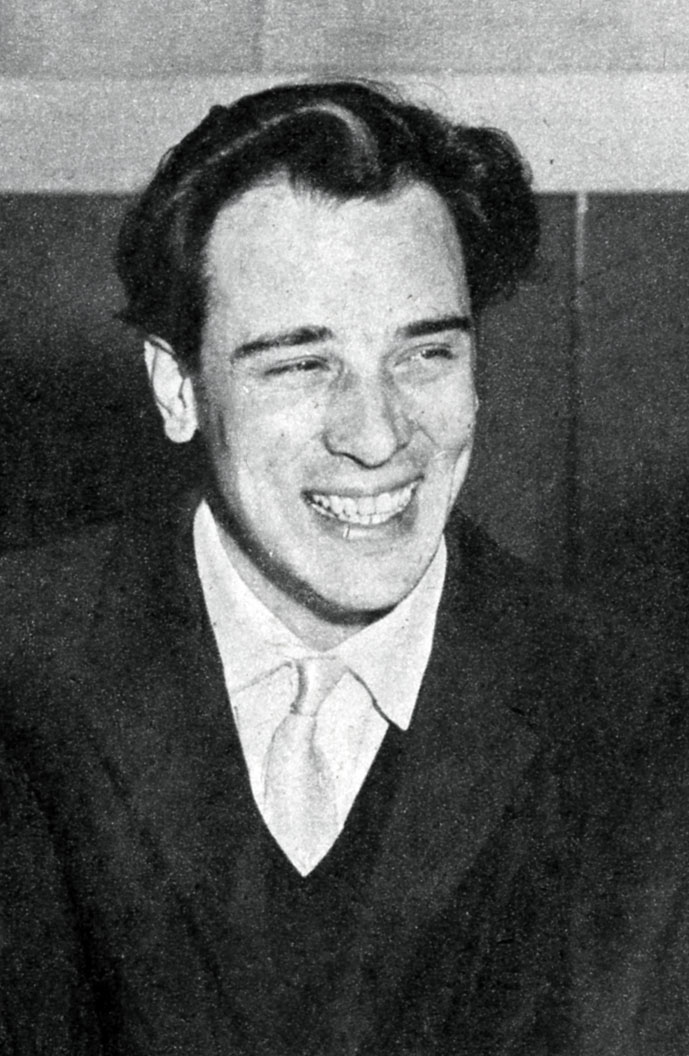
リズ・オルトラーニ／1月23日没

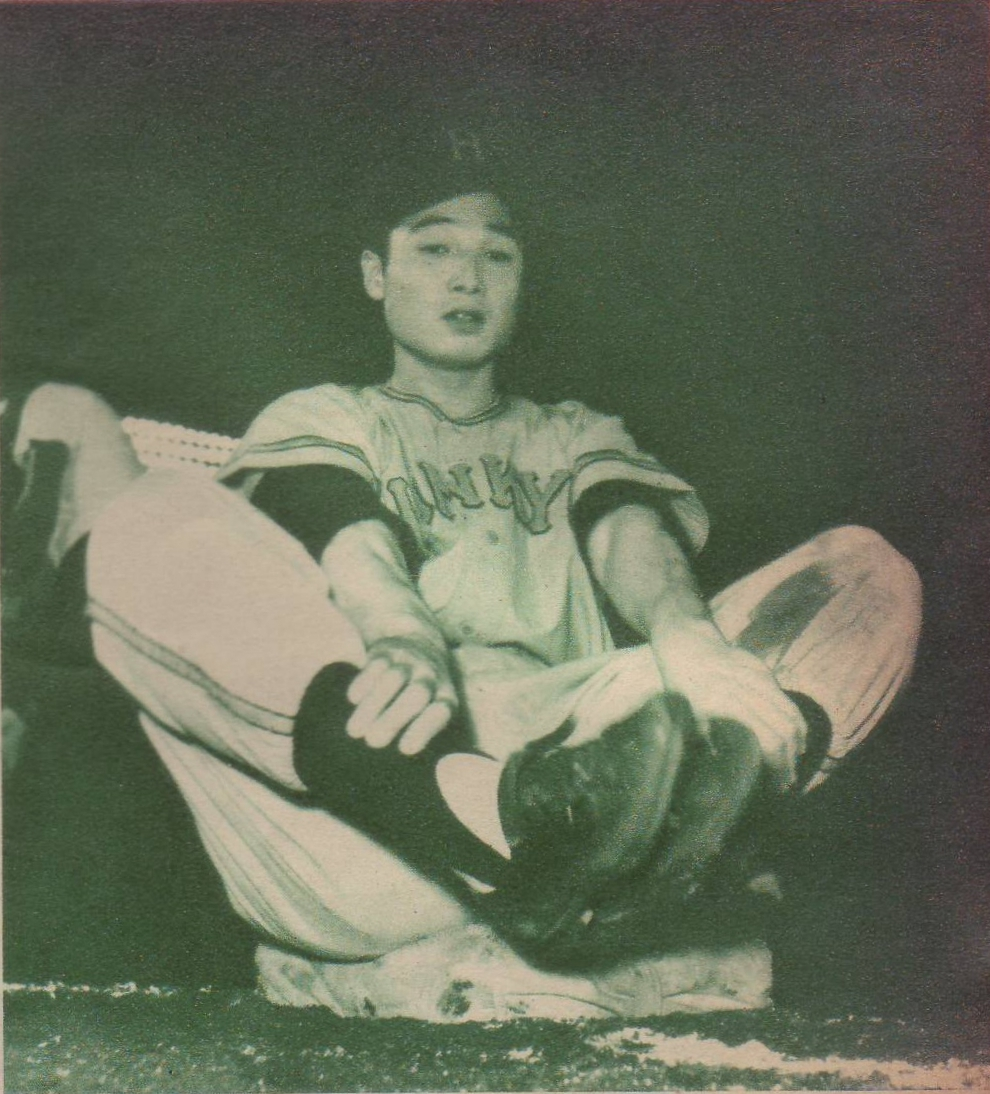
河野旭輝／1月25日没

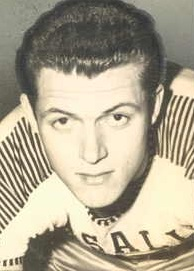
トム・ゴーラ／1月26日没

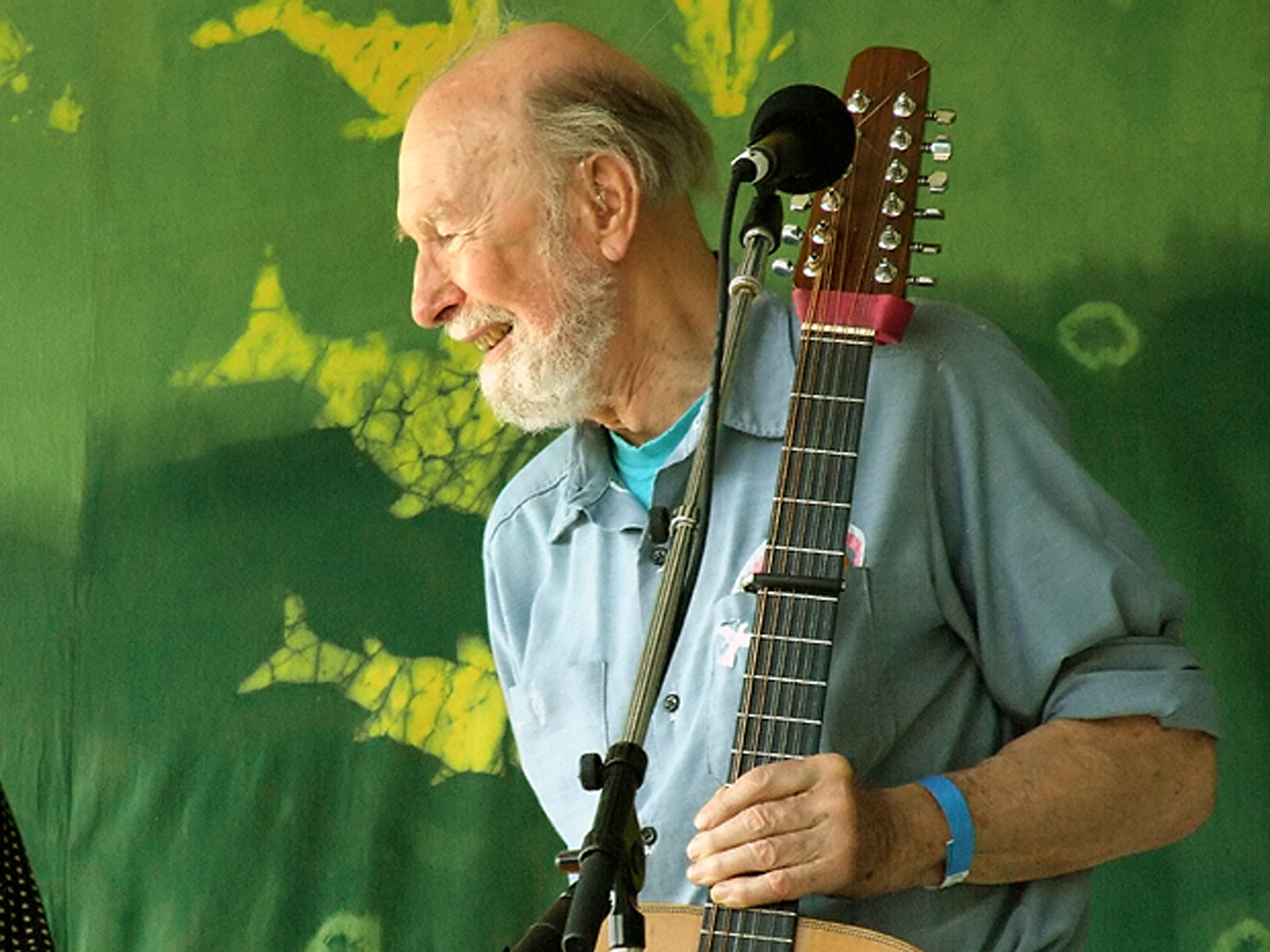
ピート・シーガー／1月27日没

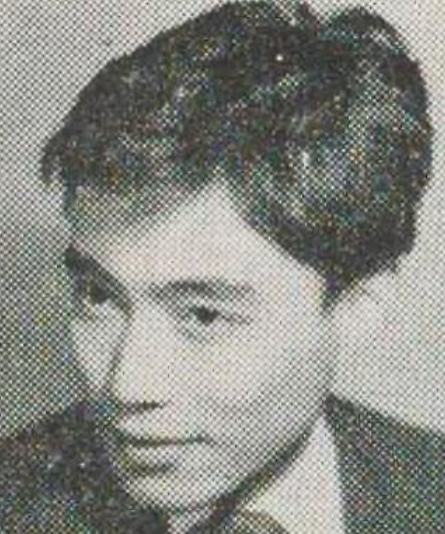
永井一郎／1月27日没

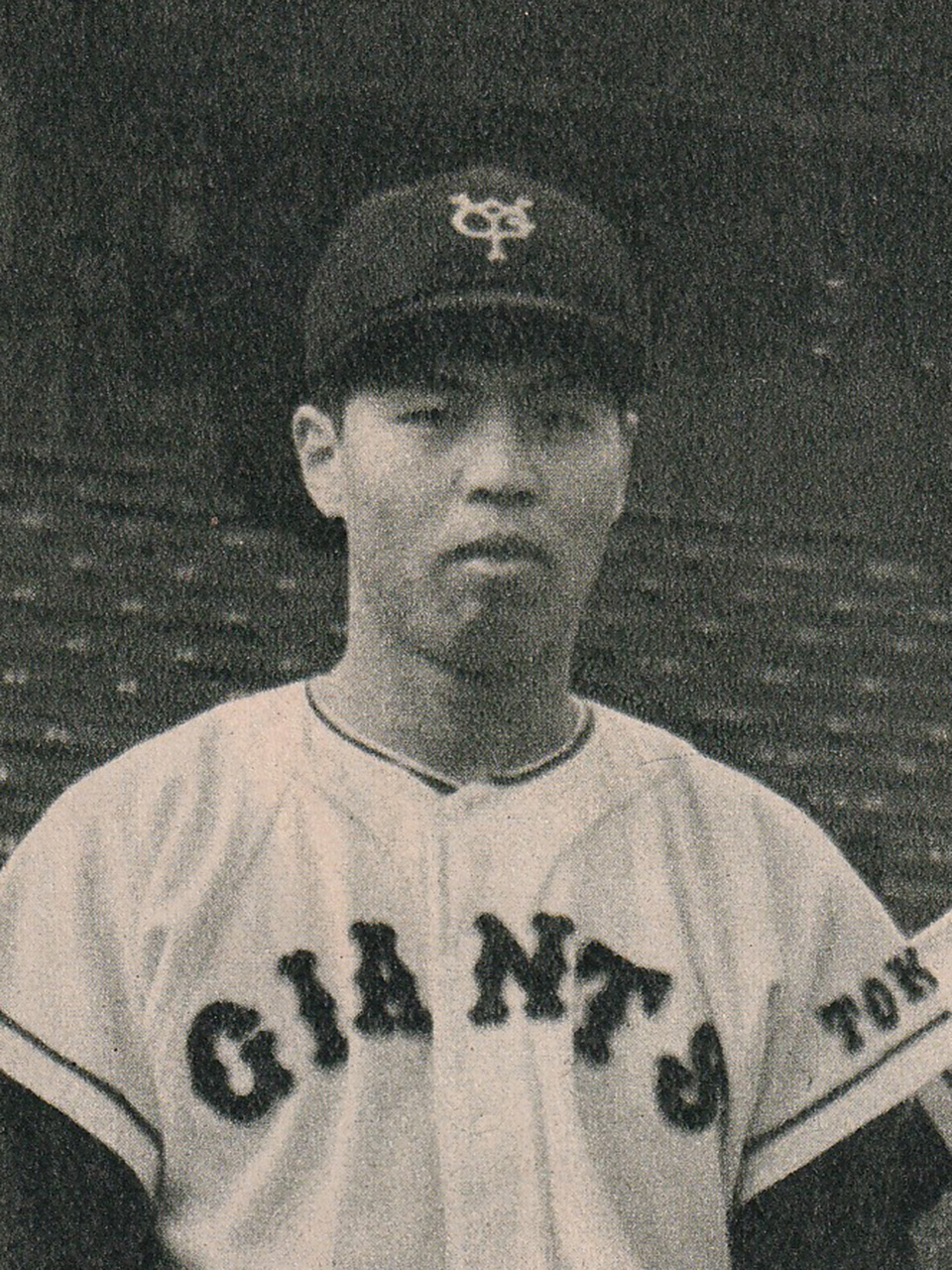
坂崎一彦／1月28日没

## (1日 - 15日)
- 1月1日 - 東伏見慈洽、日本の僧【天台宗】、元皇族、明仁天皇の叔父（* 1910年）[1]
- 1月1日 - 橋本鉄太郎、日本の政治家、元京都府岩滝町長（* 1912年）[2]
- 1月1日 - 山下徳夫、日本の政治家【自由民主党元衆議院議員】、第56代運輸大臣、第51代内閣官房長官、第74代厚生大臣（* 1919年）[3]
- 1月1日 - 菅沢清志、日本の実業家、元ダイキン工業会長（* 1921年）[4]
- 1月1日 - 尾関雅則、日本の実業家、元鉄道総合技術研究所理事長（* 1924年）[5]
- 1月1日 - 諌山茂、日本の運動家、元水俣病互助会会長（* 1930年）[6]
- 1月1日 - 清水定彦、日本の実業家、元東邦ガス会長（* 1930年）[7]
- 1月1日 - タビー・トーマス、アメリカ合衆国のブルース・ミュージシャン（* 1929年）
- 1月1日 - ミラン・ホルヴァート、クロアチアの指揮者（* 1919年）[8]
- 1月1日 - ファニタ・ムーア、アメリカ合衆国の女優（* 1914年）[9]
- 1月2日 - ハーラル・ヌーギセクス、エストニアの軍人（* 1921年）[10]
- 1月2日 - 黒岩恒雄、日本の実業家、元日本梱包運輸倉庫社長（* 1922年）[11]
- 1月2日 - 斎藤孟、日本の機械工学者、早稲田大学名誉教授（* 1923年）[12]
- 1月2日 - 村岡実、日本の尺八奏者（* 1923年）[13]
- 1月2日 - 吉田眞一、日本の政治家、元徳島県脇町長（* 1923年）[14]
- 1月2日 - 井上安雄、日本の元プロ野球選手（* 1931年）
- 1月2日 - 三井葉子、日本の詩人（* 1936年）[15]
- 1月2日 - 追風山裕邦、日本の元大相撲力士（* 1938年）[16]
- 1月2日 - 李泰祥、台湾のミュージシャン（* 1941年）[17]
- 1月2日 - 渡辺有三、日本の音楽プロデューサー、ミュージシャン（* 1949年）[18]
- 1月3日 - アリシア・レット、アメリカ合衆国の女優（* 1915年）[19]
- 1月3日 - ソウル・ゼインツ、アメリカ合衆国の映画プロデューサー（* 1921年）[20]
- 1月3日 - 三和田健三、日本の実業家、元備後信用組合理事長（* 1930年?）[21]
- 1月3日 - 櫻井孝頴、日本の実業家、元第一生命保険社長（* 1932年）[22]
- 1月3日 - フィリップ・エヴァリー、アメリカ合衆国のカントリー・ミュージックシンガー、エヴァリー・ブラザースの弟（* 1939年）[23]
- 1月3日 - 真柄秀一、日本の実業家、プレス工業会長（* 1948年）[24]
- 1月3日 - やしきたかじん、日本のシンガーソングライター、司会者（* 1949年）[25]
- 1月3日 - 浜野保樹、日本のメディア学者（* 1951年）[26]
- 1月3日 - 海原しおり、日本のお笑い芸人、海原さおり・しおりのメンバー（* 1955年）[27]
- 1月4日 - 石川滋、日本の経済学者（* 1918年）[28]
- 1月4日 - 大内幸夫、日本の実業家、NHK解説委員（* 1925年）[29]
- 1月4日 - 今井重幸、日本の現代音楽作曲家、舞台演出家、構成作家（* 1933年）[30]
- 1月4日（死亡確認） - いなむら一志、日本のシンガーソングライター（* 1949年）[31]
- 1月4日 - 遠藤浩一、日本の評論家（* 1958年）[32]
- 1月5日 - 志村和雄、日本の政治家、元北海道小樽市長（* 1920年）[33]
- 1月5日 - 岡村初博、日本の政治家、元三重県津市長（* 1920年）[34]
- 1月5日 - ジェリー・コールマン、アメリカ合衆国の野球選手【ニューヨーク・ヤンキース所属】、サンディエゴ・パドレス専属キャスター・監督（* 1924年）[35]
- 1月5日 - 森本哲郎、日本のジャーナリスト（* 1925年）[36]
- 1月5日 - 松井晴朔、日本の実業家、元日本特殊塗料社長（* 1933年）[37]
- 1月5日 - ブライアン・ハート、イギリスのエンジン技術者（* 1936年）[38]
- 1月5日 - エウゼビオ、ポルトガル国籍のサッカー選手（* 1942年）[39]
- 1月5日 - 大矢邦宣、日本の歴史学者、平泉文化遺産センター館長（* 1944年）[40]
- 1月6日 - 樫木実、日本の政治家、元北海道士別市長（* 1918年）[41]
- 1月6日 - 辻野昭、日本の体育科教育学者、元兵庫教育大学学長（* 1931年）[42]
- 1月6日 - 大江照夫、日本の能楽太鼓方【金春流】（* 1933年）[43]
- 1月6日 - 大村虔一、日本の都市計画家、プランナー・アーバンデザイナー（* 1938年）[44]
- 1月6日 - モニカ・スピア、ベネズエラの女優（* 1984年）[45]
- 1月6日 - 岡田哲慎、日本のプロボクサー（* 1992年）[46]
- 1月7日 - 邵逸夫、香港の映画製作者、ショウ・ブラザーズ設立者（* 1907年）[47]
- 1月7日 - 大角純徳、日本の政治家、元鹿児島県吉田町長（* 1920年）[48]
- 1月7日 - 石川良彦、日本の実業家、元四国放送会長（* 1921年）[49]
- 1月7日 - 島田明、日本の政治家、元山口県議会議長（* 1928年）[50]
- 1月8日 - 勝又武一、日本の政治家、元日本社会党参議院議員（* 1924年）[51]
- 1月8日 - 萩原宏、日本の工学者、京都大学名誉教授（* 1926年）[52]
- 1月8日 - 亀井又生庵、日本の陶芸家（* 1931年）[53]
- 1月8日 - 太田晴康、日本の実業家、元日新火災海上保険副社長（* 1934年）[54]
- 1月8日 - 東修、日本の実業家、元イースト・グループ・ホールディングス会長（* 1936年）[55]
- 1月8日 - マドリン・ギンズ、アメリカの美術家、詩人、荒川修作の妻（* 1941年）[56]
- 1月8日 - 植出耕一、日本の実業家、あいの風とやま鉄道社長、元富山県副知事（* 1947年）[57]
- 1月9日 - 片岡文雄、日本の詩人（* 1933年）[58]
- 1月9日 - デール・モーテンセン、アメリカの経済学者（* 1939年）[59]
- 1月9日 - 高谷孝、日本の実業家、ランテック会長（* 1943年）[60]
- 1月10日 - 野並豊、日本の実業家、崎陽軒会長（* 1922年）[61]
- 1月10日 - 鳥海巌、日本の実業家、元丸紅社長・会長、東京国際フォーラム社長（* 1933年）[62]
- 1月10日 - 山西伸彦、日本の放送作家（* 1952年）[63]
- 1月10日 - 水沢薫、日本の元プロ野球選手【読売ジャイアンツ所属】（* 1965年）[64]
- 1月11日 - アリエル・シャロン、イスラエルの政治家・軍人、元首相（* 1928年）[65]
- 1月11日 - 淡路恵子、日本の女優（* 1933年）[66]
- 1月11日 - 蔡同栄、台湾の政治家、台湾独立運動を展開した代表的な人物、元立法委員、元民主進歩党主席(代理)（* 1935年）[67]
- 1月11日 - 納谷光枝、日本の実業家、マウスプロモーション社長、納谷六朗夫人（* 生年不明）[68]
- 1月12日 - 堀川達三郎、日本の画家【日本画】（* 1921年）[69]
- 1月12日 - 田中恒利、日本の政治家、元日本社会党衆議院議員（* 1925年）[70]
- 1月12日 - 中村裕、日本の俳優（* 1935年）[71]
- 1月13日 - 千野誠治、日本の実業家、中国残留孤児の国籍取得を支援する会事務局長（* 1924年）[72]
- 1月13日 - 中村安昭、日本の実業家、元Jリーグサガン鳥栖社長（* 1931年）[73]
- 1月13日 - 曽川泉、日本の政治家、前宮崎県門川町長（* 1944年）[74]
- 1月13日 - 藤田原野、日本のフリーアナウンサー（* 1978年）[75]
- 1月14日 - メイ・ヤング、アメリカ合衆国の女子プロレスラー（* 1923年）[76]
- 1月14日 - 松田好生、日本の実業家、元ニチメン副社長（* 1925年）[77]
- 1月14日 - 門脇勤、日本の実業家、元日本製鋼所取締役（* 1929年）[78]
- 1月14日 - フアン・ヘルマン、アルゼンチンの詩人（* 1930年）[79]
- 1月14日 - 種田訓久、日本のプロ野球選手（* 1931年）[80]
- 1月14日 - 杉浦元三郎、日本の能楽師、能楽観世流シテ方（* 1934年）[81]
- 1月14日 - 鷲塚諫、日本の実業家、技術者、元シャープ副社長（* 1938年）[82]
- 1月14日 - 角田紘一、日本のアニメーター、作画監督（* 1939年）[83]
- 1月14日 - ロニー・ジョーダン、イギリスのギタリスト（* 1962年）[84]
- 1月15日 - ジョン・ロウリー・ドブソン、アメリカ合衆国のアマチュア天文家、ドブソニアン望遠鏡の考案者（* 1915年）[85]
- 1月15日 - 網代智等、日本の僧【真言宗】、元真言宗室生寺派管長（* 1922年）[86]
- 1月15日 - 伊藤英治、日本の生物化学者、北海道大学名誉教授（* 1925年）[87]
- 1月15日 - 吉野弘、日本の詩人（* 1926年）[88]
- 1月15日 - 高橋和平、日本の実業家、元日本フエルト社長（* 1927年）[89]
- 1月15日 - 加藤国晴、日本の実業家、元丸三証券副社長（* 1937年）[90]
- 1月15日（遺体発見日） - 坂本眞一、日本の実業家、北海道旅客鉄道（JR北海道）相談役（* 1940年）[91]

## (16日 - 31日)
- 1月16日 - 小野田寛郎、日本の実業家、元大日本帝国陸軍軍人、著作家（* 1922年）[92]
- 1月16日 - 大石泰彦、日本の経済学者（* 1922年）[93]
- 1月16日 - ラッセル・ジョンソン、アメリカ合衆国の俳優（* 1924年）[94]
- 1月16日 - 伊藤天游、日本の書家、読売書法会董事、日展会員（* 1925年）[95]
- 1月16日 - 高橋昌也、日本の俳優、演出家（* 1930年）[96]
- 1月16日 - ホセ・スレイマン、メキシコの実業家、世界ボクシング評議会会長（* 1931年）[97]
- 1月16日 - 佐久間正英、日本の音楽プロデューサー、ギタリスト（* 1952年）[98]
- 1月17日 - 広田慎吾、日本の実業家、元東洋製缶会長（* 1917年）[99]
- 1月17日 - 加藤精三、日本の声優、俳優、ナレーター（* 1927年）[100]
- 1月17日 - 岸本才三、日本の元公務員、ヤクザ【山口組最高顧問】、元大日本帝国海軍航空隊員（* 1928年）[101]
- 1月17日 - 西村慶一、日本の経営学者、大阪学院大学教授（* 1947年）[102]
- 1月17日（遺体発見） - ハリケーン照、日本の元プロボクサー（* 1952年）[103]
- 1月17日 - 中村直、日本のハウス・ミュージックDJ（* 生年不明）[104]
- 1月18日 - 清水久行、日本の政治家、元滋賀県長浜市長（* 1929年）[105]
- 1月18日 - 岩見隆夫、日本のジャーナリスト、毎日新聞社特別顧問（* 1935年）[106]
- 1月18日 - 河合代悟、日本の政治家、元静岡市長（* 1935年）[107]
- 1月18日 - 奥田義、日本の実業家、読売新聞東京本社社友、元テレビ埼玉常務取締役（* 1935年）[108]
- 1月18日 - 土田晏士、日本の能楽師、能楽シテ方観世流（* 1936年）[109]
- 1月18日 - 小出五郎、日本の科学ジャーナリスト、元日本放送協会解説委員（* 1941年）[110]
- 1月18日 - ファーギー・フレデリクセン、アメリカのミュージシャン（* 1951年）[111]
- 1月19日 - 田島比呂子、日本の染織作家、人間国宝（* 1922年）[112]
- 1月19日 - 藤田雄五、日本の実業家、元アンリツ社長（* 1923年）[113]
- 1月19日 - 河渕務、日本のアイスホッケー選手・指導者（* 1925年）[114]
- 1月19日 - 野中マリ子、日本の女優（* 1927年）[115]
- 1月19日 - 船井幸雄、日本の経営コンサルタント（* 1933年）[116]
- 1月20日 - 西村正太郎、日本の電気工学者、大阪大学名誉教授、豊橋技術科学大学名誉教授（* 1917年）[117]
- 1月20日 - 脇川利勝、日本の政治家、元青森県議会議長（* 1923年）[118]
- 1月20日 - 奈良毅、日本のベンガル語学・文学研究者、東京外国語大学名誉教授（* 1932年）[119]
- 1月20日 - クラウディオ・アバド、イタリアの指揮者（* 1933年）[120]
- 1月20日 - 垂水龍介、日本の実業家、元ボーソー油脂社長（* 1937年）[121]
- 1月20日 - 石渡清元、日本の政治家、元自由民主党参議院議員（* 1940年）[122]
- 1月20日 - 平林和幸、日本のフランス文学者、元武蔵大学学長（* 1948年）[123]
- 1月21日 - 山田尚達、日本の小児科学者、北海道大学名誉教授（* 1915年）[124]
- 1月21日 - 蔵原千秋、日本の実業家、元日本銀行理事（* 1924年）[125]
- 1月22日 - 将積茂、日本の哲学者、元愛知教育大学学長（* 1926年）[126]
- 1月23日 - リズ・オルトラーニ、イタリアの作曲家（* 1926年）[127]
- 1月23日 - 實方謙二、日本の法学者（* 1932年）[128]
- 1月23日 - 小林カツ代、日本の料理研究家（* 1937年）[129]
- 1月23日 - 新沼栄喜、日本の実業家、元テレビ岩手副社長（* 1947年?）[130]
- 1月23日 - 三遊亭右紋、日本の落語家（* 1948年）[131]
- 1月24日 - 大山安太郎、日本の俳人（* 1916年）[132]
- 1月24日 - 高木仁、日本の経済学者、明治大学名誉教授（* 1931年）[133]
- 1月24日 - 宮本隆司、日本の実業家、ギンビス社長（* 1931年）[134]
- 1月24日 - 水下きよし、日本の舞台俳優（* 1959年）[135]
- 1月25日 - ジョン・ホイジンガ、アメリカ合衆国の物理学者（* 1921年）[136]
- 1月25日 - 瀬古隆三、日本の実業家、中央開発名誉顧問（* 1928年?）[137]
- 1月25日 - 佐藤巌、日本のフランス文学者、岡山大学名誉教授（* 1930年）[138]
- 1月25日 - 川真田正信、日本の実業家、元日本新薬取締役（* 1932年）[139]
- 1月25日 - 金井淳二、日本の体育学者、立命館大学名誉教授（* 1945年）[140]
- 1月25日 - 河野旭輝、日本の元プロ野球選手【阪急ブレーブス・中日ドラゴンズほか所属】・指導者（* 1935年）
- 1月26日 - 中村吉之丞、日本の歌舞伎役者（* 1932年）[141]
- 1月26日 - 柴田彰、日本の政治家、元北海道函館市長（* 1932年）[142]
- 1月26日 - トム・ゴーラ、アメリカ合衆国の元バスケットボール選手（* 1933年）[143]
- 1月26日 - カール・スリム、イギリスの実業家、タタ・モーターズ社長（* 1962年）[144]
- 1月27日 - 岡本孝平、日本の実業家、元西松建設副社長（* 1916年）[145]
- 1月27日 - ピート・シーガー、アメリカ合衆国のフォーク歌手（* 1919年）[146]
- 1月27日 - 村崎憲雄、日本の物理学者（* 1923年）[147]
- 1月27日 - 河村孝夫、日本の電気工学者、大阪府立大学名誉教授（* 1930年）[148]
- 1月27日 - 永井一郎、日本の声優（* 1931年）[149]
- 1月27日 - 野崎眞一、日本の作曲家（* 1931年）[150]
- 1月27日 - 木村欣浩、日本の陸上自衛官、陸将（* 1937年）[151]
- 1月27日 - 塚田正昭、日本の声優（* 1938年）[152]
- 1月27日 - 石井成樹、日本の実業家、元BCN取締役（* 1941年?）[153]
- 1月27日 - 坂東眞砂子、日本の小説家（* 1958年）[154]
- 1月28日 - 坂崎一彦、日本の元プロ野球選手【読売ジャイアンツ・東映フライヤーズ所属】（* 1938年）[155]
- 1月29日 - 笹岡勲甫、日本の華道家、未生流笹岡家元（* 1925年）[156]
- 1月29日 - 小野基一、日本の実業家、元小野建社長（* 1925年）[157]
- 1月29日 - 渡辺勝也、日本の物理学者、北海道大学名誉教授（* 1925年?）[158]
- 1月29日 - 大木恵子、日本の音楽プロデューサー（* 1928年）[159]
- 1月29日 - 杉元邦太郎、日本の経済地理学者、島根大学名誉教授（* 1935年）[160]
- 1月29日 - 牧野宏、日本のアナウンサー、元北陸放送常務（* 1939年）[161]
- 1月29日 - 川田良、日本のギタリスト、THE FOOLSのメンバー（* 生年不明）[162]
- 1月30日 - アーサー・ランキン・Jr、アメリカ合衆国のアニメーション作家（* 1924年）[163]
- 1月30日 - 戸田寿一、日本の実業家、セコム共同創業者、取締役最高顧問（* 1932年）[164]
- 1月30日 - 渥美東洋、日本の法学者、中央大学名誉教授（* 1935年）[165]
- 1月31日 - 山元卯一郎、日本の英語英文学者、横浜市立大学名誉教授（* 1915年）[166]
- 1月31日 - 指宿良彦、日本の実業家、セントラル楽器創業者（* 1925年）[167]
- 1月31日 - 山口憲造、日本の政治家、北海道むかわ町長（* 1948年）[168]